# Пласенсия, Хосе
Хосе́ Ферна́ндо Пласе́нсия Ка́стро (исп. José Fernando Plascencia Castro; 18 июня 1999, Гвадалахара, Мексика) — мексиканский футболист, полузащитник клуба «Минерос де Сакатекас».

## Клубная карьера
Пласенсия — воспитанник клуба «Некакса». 17 января 2018 года в поединке Кубка Мексики против «Атлетико Сакатепек» Хосе дебютировал за новую команду. В том же году Пласенсия стал обладателем национального кубка. 7 апреля 2019 года в матче против «Леона» он дебютировал в мексиканской Примере.

## Международная карьера
В 2018 году в составе молодёжной сборной Мексики Пласенсия принял участие в Молодёжном кубке КОНКАКАФ. На турнире он сыграл в матчах против Никарагуа, Ямайка, Арубы, Сальвадора и США. 
В том же году Пласенсия принял участие в молодёжном чемпионате мира в Польше. На турнире но сыграл в матче против команды Эквадора.

## Достижения
Командные
 «Некакса»
- Обладатель Кубка Мексики — Клаусура 2018

Международные
 Мексика (до 20)
- Молодёжный кубок КОНКАКАФ — 2018